# 신재평
신재평(1981년 6월 19일 ~ )은 대한민국의 음악가이다. 2004년 페퍼톤스 EP앨범 《A Preview》로 활동을 시작하였다.

## 학력
- 관양초등학교[1]
- 관양중학교[2]
- 경기과학고등학교[3]
- 카이스트 전산학 학사[4]

## 가족
- 아버지: 신태섭 - 동의대학교 광고홍보학과 교수 / 前 KBS 이사 / 前 시청자미디어재단 이사장

## 음반 목록

### 신재평
| 발매일 | 가수명                           | 곡명                                  | 앨범명                                              | 비고 |
| ------ | -------------------------------- | ------------------------------------- | --------------------------------------------------- | --- |
| 041115 | 페퍼톤스                         | <Winterstalgia(comet mix)>            | 《christmas meets cavare sound》                    | - 리믹스: 신재평 |
| 070301 |                                  | <I Can't Stop>                        | 《SKIDRUSH OST》                                    | - 제작: 신재평 |
| 070301 | <Garage Funk>                    |                                       | 《SKIDRUSH OST》                                    | - 제작: 신재평 |
| 070301 | <Jam in a Car>                   |                                       | 《SKIDRUSH OST》                                    | - 제작: 신재평 |
| 070301 | <Too Expensive Thing>            |                                       | 《SKIDRUSH OST》                                    | - 제작: 신재평 |
| 070301 | <Waiting for a Signal>           |                                       | 《SKIDRUSH OST》                                    | - 제작: 신재평 |
| 070301 | <Overdrive!>                     |                                       | 《SKIDRUSH OST》                                    | - 제작: 신재평 |
| 070301 | <Crasher>                        |                                       | 《SKIDRUSH OST》                                    | - 제작: 신재평 |
| 070301 | <Wild Booster!>                  |                                       | 《SKIDRUSH OST》                                    | - 제작: 신재평 |
| 070301 | <Skidmarks on a Crossway>        |                                       | 《SKIDRUSH OST》                                    | - 제작: 신재평 |
| 070301 | <Faster>                         |                                       | 《SKIDRUSH OST》                                    | - 제작: 신재평 |
| 070301 | <I Can't Stop (novox)>           |                                       | 《SKIDRUSH OST》                                    | - 제작: 신재평 |
| 070301 | <Urban Runway>                   |                                       | 《SKIDRUSH OST》                                    | - 제작: 신재평 |
| 070301 | <SOS>                            |                                       | 《SKIDRUSH OST》                                    | - 제작: 신재평 |
| 070301 | <High Time>                      |                                       | 《SKIDRUSH OST》                                    | - 제작: 신재평 |
| 070301 | <Lowrider>                       |                                       | 《SKIDRUSH OST》                                    | - 제작: 신재평 |
| 070301 | <No.1 Band in the Mitron Island> |                                       | 《SKIDRUSH OST》                                    | - 제작: 신재평 |
| 070301 | <Forest Circuit>                 |                                       | 《SKIDRUSH OST》                                    | - 제작: 신재평 |
| 070301 | <Are you ready?>                 |                                       | 《SKIDRUSH OST》                                    | - 제작: 신재평 |
| 070301 | <Moon Light>                     |                                       | 《SKIDRUSH OST》                                    | - 제작: 신재평 |
| 070301 | <Maximum Drive>                  |                                       | 《SKIDRUSH OST》                                    | - 제작: 신재평 |
| 070301 | <Old Rival>                      |                                       | 《SKIDRUSH OST》                                    | - 제작: 신재평 |
| 070301 | <Red Line>                       |                                       | 《SKIDRUSH OST》                                    | - 제작: 신재평 |
| 070301 | <Brand-New Machine>              |                                       | 《SKIDRUSH OST》                                    | - 제작: 신재평 |
| 070301 | <Right Now>                      |                                       | 《SKIDRUSH OST》                                    | - 제작: 신재평 |
| 070301 | <Underground(B1)>                |                                       | 《SKIDRUSH OST》                                    | - 제작: 신재평 |
| 070301 | <Endless Road>                   |                                       | 《SKIDRUSH OST》                                    | - 제작: 신재평 |
| 080228 | 달콤한비누                       | <새벽 3시>                            | 《Appetizer》                                       | - 오르간: 신재평 |
| 080318 | 뎁                               | <Golden Night>                        | 《Parallel Moons》                                  | - 어쿠스틱 기타: 신재평 - 베이스 & 드럼 디렉터: 신재평 |
| 080729 | 유희열                           | <밤의 멜로디 (Feat. 페퍼톤스 신재평)> | 《여름날: 소품집》                                  | - 편곡: 신재평 - 보컬: 신재평 - 모든 악기: 신재평 - 믹싱: 신재평                                                                                                 |
| 080729 | 유희열                           | <여름날 (Feat. 페퍼톤스 신재평)>      | 《여름날: 소품집》                                  | - 작곡: 유희열, 신재평 - 편곡: 신재평 - 보컬: 신재평 - 모든 악기: 신재평 - 믹싱: 신재평                                                                          |
| 081205 | 윤상                             | <새벽 (유희열)>                       | 《Song Book》                                       | - 리듬 프로그래밍: 신재평 |
| 090423 | 김형중                           | <한여름 눈사람>                       | 《Polaroid》                                        | - 보코더 프로그래밍: 신재평 |
| 090423 | 김형중                           | <옆자리>                              | 《Polaroid》                                        | - 작사, 작곡, 편곡: 페퍼톤스 - 모든 악기: 페퍼톤스 - 레코딩: 구종필, 이청무, 페퍼톤스 - 믹싱: 페퍼톤스, 고종원                                                   |
| 090423 | 김형중                           | <낮잠>                                | 《Polaroid》                                        | - 편곡: 페퍼톤스 - 모든 악기: 페퍼톤스 - 레코딩: 구종필, 이청무, 신재평                                                                                          |
| 100518 | 베란다 프로젝트                  | <Good Bye>                            | 《Day Off》                                         | - 작사: 신재평 |
| 111124 | 스윗소로우                       | <첫 데이트>                           | 《Sweet Sorrow 3 Single Part 1》                    | - 악기 편곡: 김영우, 신재평 - 어쿠스틱 기타: 신재평 |
| 130222 | 양재인                           | <스토리 텔러 (Feat. 신재평)>          | 《Silver Talk》 (실버톡 캠페인 테마 연주곡)         | - 기타: 신재평 |
| 130524 | 투개월                           | <Number 1>                            | 《Number 1》                                        | - 작사, 작곡, 편곡: 신재평 - 보컬: 투개월 - 코러스: 하림 - 모든 악기: 신재평                                                                                     |
| 130626 | 랄라스윗                         | <말하고 싶은 게 있어>                 | 《말하고 싶은 게 있어》                             | - 믹싱: 신재평 |
| 140327 | 페퍼톤스                         | <2시 20분>                            | 《2시 20분 [2014 맥심 카누송]》                     | - 편곡: 신재평 - 보컬: 페퍼톤스, 김현아(랄라스윗) - 연주: 페퍼톤스                                                                                               |
| 140512 | 유희열                           | <엄마의 바다 (Feat. 김윤아)>          | 《엄마의 바다》                                     | - 프로그래밍: 신재평 |
| 2014   | 박지윤                           | <유후>                                | 《Yoo Hoo》                                         | - 프로듀싱: 윤종신, 신재평 - 작사, 작곡, 편곡: 신재평 - 기타, 프로그래밍: 신재평                                                                                 |
| 2014   | 박지윤                           | <한 걸음>                             | 《Yoo Hoo》                                         | - 프로듀싱: 윤종신, 신재평 - 작사, 작곡, 편곡: 신재평 - 기타, 프로그래밍: 신재평                                                                                 |
| 2014   | 토이                             | <아무도 모른다(INST.)>                | 《Da Capo》                                         | - co-produced by 신재평 - 편곡: 유희열, 신재평 - 리듬 프로그래밍: 신재평 - 사운드 디자인: 신재평 - 믹싱: 신재평                                                  |
| 2014   | 토이                             | <RESET>                               | 《Da Capo》                                         | - co-produced by 신재평 - 편곡: 유희열, 신재평 - 리듬 프로그래밍: 신재평 - 베이스: 이장원 - 레코딩, 믹싱: 신재평                                                 |
| 2014   | 토이                             | <Goodbye sun, Goodbye moon>           | 《Da Capo》                                         | - 보코더 프로그래밍: 신재평 |
| 2014   | 토이                             | <너의 바다에 머무네>                  | 《Da Capo》                                         | - 퍼커션 프로그래밍: 신재평 |
| 2014   | 토이                             | <인생은 아름다워>                     | 《Da Capo》                                         | - co-produced by 신재평 - 편곡: 유희열, 신재평 - 리듬 프로그래밍: 신재평 - 신스 프로그래밍: 신재평 - 어쿠스틱 기타: 신재평 - 레코딩: 신재평                      |
| 2014   | 토이                             | <피아니시모>                          | 《Da Capo》                                         | - 퍼커션 프로그래밍: 신재평 |
| 2014   | 토이                             | <우리>                                | 《Da Capo》                                         | - co-produced by 신재평 - 편곡: 신재평, 유희열 - 리듬 프로그래밍: 신재평 - 일렉트릭 키보드: 신재평 - 어쿠스틱 기타: 신재평 - 레코딩, 믹싱: 신재평                |
| 2014   | 토이                             | <취한 밤>                             | 《Da Capo》                                         | - co-produced by 신재평 - 편곡: 유희열, 신재평 - 리듬 프로그래밍: 신재평 - 사운드 디자인: 신재평                                                                 |
| 160610 | 이진아                           | <Like & Love>                         | 《애피타이저(Appetizer)》                           | - 프로듀싱: 신재평 - 편곡: 이진아, 신재평 - 프로그래밍: 신재평 - 어쿠스틱 기타: 신재평                                                                           |
| 160805 | 스윗소로우                       | <가자 속초로! (Feat. Peppertones)>    | 《대박금지》                                        | - 편곡: 신재평, 김영우 - 드럼, 스트링 프로그래밍: 신재평 - 기타: 신재평 - 베이스: 이장원                                                                         |
| 170529 | 백아연                           | <마법소녀>                            | 《Bittersweet》                                     | - 작사, 작곡, 편곡: 신재평 - 모든 악기: 신재평 - 믹싱: 신재평 |
| 190418 | 정승환                           | <뒷모습>                              | 《안녕, 나의 우주》 보관됨 2015-12-23 - 웨이백 머신 | - 작사, 작곡, 편곡: 신재평 - 스트링 편곡: 권영찬 - 스트링: 융스트링 - 베이스: 신재평 - 기타: 적재 - 키보드: 신재평 - 프로그래밍: 신재평 - 레코딩: 지승남, 신재평 |

## 방송 출연

### TV
- 문제적남자 (2015.06.25/ 2015.08.16 ~ 08.30/ 2015.11.29 ~ 12.13/ 2016.07.03 ~ 07.10/ 2017.03.26/ 2017.07.23/ 2017.09,03/ 2017.10.01 ~ 2017.10.08, tvN)
- 코드 - 비밀의 방 (2016.01.01 ~ 2016.02.19, JTBC)

### 라디오
- 유희열의 라디오천국 모던음악 만만세 (2008.04.22 ~ 2009.04.27, KBS FM): 고정 게스트
- 신재평의 아름다운 밤 우리들의 라디오 (2011.05.30 ~ 2011.08.29, EBS FM): 진행
- 신재평의 청년시대 라디오드림 (2011.08.29 ~ 2011.10.29, EBS FM): 진행
- 장윤주의 옥탑방라디오 그 남자의 음악취향 (2014.04.12 ~ 2014.12.27, KBS FM): 고정 게스트

### 오디오쇼
- 이장원의 6시 5분 전 (2019.09.04 ~ 2020.01.16 / 2020.02.14 ~ 2020.04.08, NAVER NOW.): 고정 게스트

## 영화
- 페퍼톤스 인 시네마 : 에브리씽 이즈 오케이 (2025.05.09)